# Курибаяси, Тадамити
Тадамити Курибаяси (яп. 栗林忠道; 7 июля 1891, префектура Нагано — 26 марта 1945, остров Иводзима) — японский военный деятель, генерал (март 1945), командующий японскими войсками в Битве за Иводзиму во время Второй мировой войны.

## Семья, образование, начало военной службы
Родился в самурайской семье, его отец был вассалом старинного самурайского рода Санада. Курибаяси окончил среднюю школу в префектуре Нагано (1911), его произведения, написанные в годы учёбы, свидетельствуют, что будущий генерал обладал незаурядным литературным талантом. После окончания школы он хотел стать журналистом и успешно сдал экзамены в Гуманитарную восточноазиатскую академию, однако по рекомендации учителей поступил в Военную академию, которую окончил в 1914. Специализировался в области кавалерии. В 1918 Курибаяси окончил армейскую кавалерийскую школу, а в 1923 — Высшую военную академию, и в декабре того же года женился (в его семье были три дочери и сын).

## Старший офицер и генерал
После производства в майоры был назначен помощником японского военного атташе в США (1927—1930), одновременно учился в Гарвардском университете. В 1931—1933 занимал пост военного атташе в Канаде. С 1933 — подполковник, в 1933—1937 служил в Генеральном штабе. В 1937 был произведён в полковники и назначен начальником отдела управления военной администрации Военного министерства. Долгое пребывание на службе за границей и хорошее знание международной обстановки привели к тому, что Курибаяси последовательно выступал за партнёрские отношения между Японией и США, в связи с чем пользовался репутацией проамерикански настроенного военного и конфликтовал с большинством руководителей Генерального штаба.
В 1939—1943 служил в Китае. Во время боевых действий 1939 года против советских и монгольских войск на реке Халхин-Гол командовал кавалерийским полком. В 1940 был командиром 2-й кавалерийской бригады, в 1940—1941 — 1-й кавалерийской бригады. С 1940 — генерал-майор. В 1941—1943 — начальник штаба 23-й армии, участвовал в декабрьской битве за Гонконг в 1941. За военные заслуги был произведён в генерал-лейтенанты. С 1943 — командир 2-й гвардейской дивизии, расквартированной на территории Японии.

## Командующий войсками на Иводзиме
30 июня 1944 был назначен командующим японскими войсками (всего около 21 тысячи человек) на островах Огасавара (наиболее значимым с военной точки зрения из них являлся остров Иводзима), основу которых составляла 109-я дивизия. Перед отъездом на остров генерал Курибаяси получил аудиенцию у императора Хирохито. В течение второй половины 1944 руководил созданием укреплений на островах, особенно на Иводзиме. Понимая, что у американских войск будет огромный перевес в численности и техническом оснащении, Курибаяси принял решение перенести оборону вглубь острова, используя его рельеф; Иводзима была превращена в крепость с большим количеством подземных укреплений и тоннелей, опорных пунктов, блиндажей и дотов.
Генерал выдвинул несколько требований к подчинённым, которые противоречили традиционной для японской армии тактике, но оказались эффективными в данной ситуации:
- артиллерии было запрещено открывать огонь по десантным судам, а стрельба могла начаться только после высадки десанта;
- сразу же после высадки по американским войскам было запрещено открывать огонь;
- огонь из автоматического оружия и артиллерии должен был открываться, только когда силы десанта продвинутся вглубь острова примерно на 500 м, что должно было нанести им максимальный ущерб;
- после этого артиллерия перебазировалась на север острова с целью продолжения боевых действий;
- были запрещены атаки с возгласами «банзай», которые приводили к значительным потерям личного состава и были недостаточно эффективны. По словам Курибаяси, «ни один японский солдат не должен умереть, пока он не убьёт десять врагов… Пусть каждый считает вверенную ему позицию своей могилой».

Отдадим обороне острова все свои силы и самих себя. Будем бросаться на вражеские танки с гранатами в руках, уничтожая их. Будем проникать в расположение противника и убивать его солдат. Каждую нашу пулю пошлём точно в цель. Каждый из нас убьет десять вражеских солдат, прежде чем сам погибнет в бою. До последнего человека мы будем изматывать врага партизанскими атаками.— Из текста «Клятвы отважной битвы», розданной солдатам перед боем.

Враг может скоро высадиться на остров. Когда он это сделает, нас ждёт судьба защитников Атту и Сайпана. Наши офицеры и солдаты знают много о понятии «смерть». Жаль заканчивать жизнь здесь, сражаясь с Соединенными Штатами Америки, но я хочу защищать этот остров как можно долго и предотвратить вражеские воздушные рейды на Токио.— Т. Курибаяси в одном из писем домой.
Битва за Иводзиму продолжалась с 19 февраля по 26 марта 1945. Американцы имели пятикратный перевес в живой силе и подавляющий — в технике, однако японские войска успешно противостояли им, срывая планы строительства на Иводзиме аэродрома, предназначенного для бомбардировок Японии. 10 марта японские войска исчерпали запасы продовольствия и воды, но продолжали сопротивление в северной части острова. Бои носили крайне ожесточённый характер: боевые потери морской пехоты США составили 6821 человек убитыми, около 17 тыс. человек ранеными. В плен попало около тысячи японцев (216 к 26 марта; другие в течение последующих недель, вплоть до мая), остальные погибли.

## Гибель генерала
К 19 марта американские войска продвинулись к бункеру генерала, который направил императору извинения за то, что его войска не смогли удержать остров, и сообщил о том, что они готовы идти в последний бой. Тогда же он написал своё последнее стихотворение-танка:
Враг не разбит, и я не погибну в бою,
я буду рождён ещё семь раз,
чтобы взять в руки нагинату.

За заслуги в боях за Иводзиму Курибаяси был произведён в чин «полного» генерала, но сообщение об этом до него уже не дошло. Оказавшись в безвыходном положении, 25 марта он отдал свой последний приказ, всё-таки разрешив атаку. Позднее в его штабе был обнаружен текст этого приказа: 

Я обращаюсь ко всем ещё живым офицерам и солдатам. Настал решающий час битвы. Я приказываю всем уцелевшим офицерам и солдатам сегодня ночью пойти в последнюю атаку на врага. Всем до единого! В полночь выступайте одновременно, и сражайтесь с врагом до конца. Ваши жизни отданы императору. Не думайте о себе. Я буду впереди вас.

Существуют различные версии гибели генерала Курибаяси. Согласно одной из них, он совершил ритуальное самоубийство. Согласно другой — сняв с себя знаки различия и награды, принял участие в последней атаке и погиб в бою. Его тело не было найдено.

## «Письма с Иводзимы»
Генерал Курибаяси является одним из основных персонажей фильма «Письма с Иводзимы» (Letters from Iwo Jima; 2006) режиссёра Клинта Иствуда. Эту роль исполняет японский актёр Кэн Ватанабэ. В фильме использованы письма генерала семье, опубликованные после окончания Второй мировой войны.